# Eduard Joseph d'Alton
Joseph Wilhelm Eduard d'Alton (Aquileia, 11 agosto 1772 – Bonn, 11 maggio 1840) è stato un naturalista tedesco.
Insegnò embriologia ed archeologia ed ebbe vari contatti con Goethe. Suo figlio, Johann Samuel, fu un noto anatomista e portò a termine il trattato di osteologia iniziato dal padre.